# 勒瓦勒圣埃卢瓦
勒瓦勒圣埃卢瓦（法語：Le Val-Saint-Éloi，法語發音：[lə val sɛ̃t‿elwa]）是法国上索恩省的一个市镇，属于沃苏勒区。

## 地理
勒瓦勒圣埃卢瓦（47°44'13"N, 6°11'0"E）面积7.06 平方千米，位于法国勃艮第-弗朗什-孔泰大區上索恩省，该省份为法国东部内陆省份，北起顺时针与孚日省、贝尔福地区省、杜省、汝拉省、科多尔省和上马恩省接壤。
与勒瓦勒圣埃卢瓦接壤的市镇（或旧市镇、城区）包括：布勒雷莱法韦尔内、弗拉日、讷雷昂沃。
勒瓦勒圣埃卢瓦的时区为UTC+01:00、UTC+02:00（夏令时）。

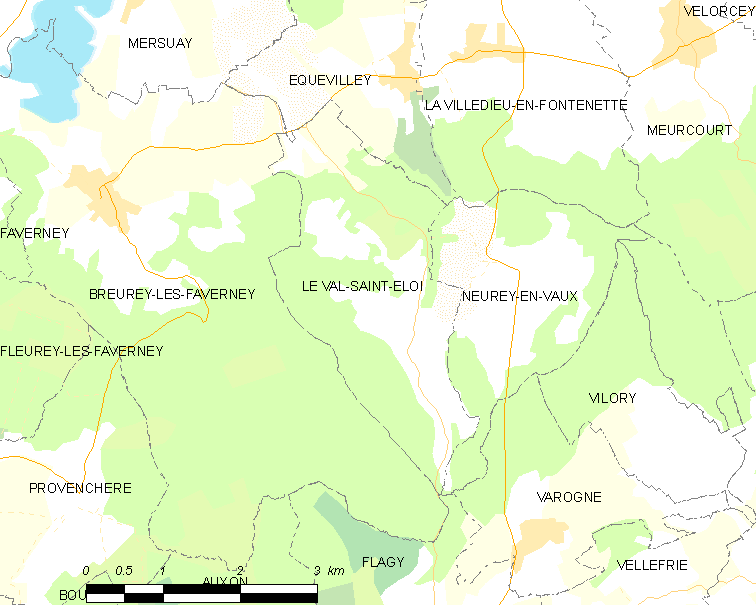
勒瓦勒圣埃卢瓦的OSM定位图

## 行政
勒瓦勒圣埃卢瓦的邮政编码为70160，INSEE市镇编码为70518。

## 政治
勒瓦勒圣埃卢瓦所属的省级选区为索恩港县。

## 人口

1962-2008年间勒瓦勒圣埃卢瓦人口变化图示

勒瓦勒圣埃卢瓦于2022年1月1日时的人口数量为95人。